# Astro Dive
『Astro Dive』（アストロダイブ）は、フロンティアワークスによるトランスメディアコンテンツ。公式通称は「アスダイ」。「音楽」×「ボイスドラマ」のコンテンツを中心に展開。<<終末系>>配信者一発逆転プロジェクト。
原案はAstro Dive Projectが作成。キャラクターデザインはカラスロ、世界観設定＆シナリオ協力は雨宮うた、音楽ディレクターは小濱信慶（Arte Refact）が担当している。

## 概要
2024年8月11日に詳細を伏せた状態で公式Xが開設される。同月8月22日にYouTubeで行われた公式生放送にて本格的にプロジェクトが始動する。
舞台は巨大隕石落下により荒廃した地球であり、その中で行われる底辺配信者たちの下剋上がストーリーの題材となっている。3人で構成されたユニットが4組存在し、計12キャラクターが登場する。

## ストーリー
100年前に巨大隕石が落下し、その後自然災害が多発。地球上の一部にのみ生活可能区域が残されているが、ほとんどの場所は人が住める環境ではなくなってしまった。現在はそんな滅びゆく地球から、宇宙居住地であるスペースハビタットへの移住を誰もが望んでいる。
政府はそんな中、出自をもとにランクが決定する『SHランク制度』という移住者を選ぶためのカースト制度を導入し、高ランク者から移住出来る体制となる。低ランク者にその順番が回ってくる可能性は限りなく低く、政府から高ランクの評価を得られない限り地球からの脱出は不可能となる時代へと突入していく。
地球には、全宇宙に向けての配信が可能な『Astro Dive』という配信用プラットフォームが存在している。そこで発生する収益が宇宙開発に使われている関係により、低ランクの人間が地球から脱出するには『Astro Dive』で配信を行い人気を獲得し、Astro Diveの祭典『Grand Galaxy Gala』、通称「トリプルG」に参加し優勝することが求められる。
トリプルGの次回開催の噂が流れる中、「ATOMOSUREINN」、「Twi■■light」、「LMLMM×××♡」、「我楽多KING」が所属する配信基地「Mike Studio」が本格始動する。4ユニットはそれぞれがトリプルGでの優勝を目指し活動していく。

## 登場人物
プロフィールは全て公式サイトを出典とする。《》内にDiver Nameを記載。

### ATOMOSUREINN（アトモスレイン）
幼少期からの幼なじみであり小学生の時にユニットを結成。3人の絆は強く、お互いのことを非常に大切に思っている。同世代の思春期の学生達に寄りそったストレートで共感性の高いメロディーと歌詞が人気。ファンネームはBUDDY（バディ）。作曲は漣、作詞は颯、動画編集は湊が担当。
雨谷 漣（あまや れん）《REN（レン）》
声 - 佐藤元
年齢：17歳 / 誕生日：6月18日 / 血液型：O型 / 身長：170cm / 体重：55kg / 職業：高校2年生 / SHランク：D
寡黙なためクールに思われがちだが、Astro Diveへの思いは強い。クラスメイトに嵌められ停学処分を受け、ユニット活動を休止していた期間がある。マイペースで、集中すると周りが見えなくなる性格であり寝食も忘れてしまう。天体観測が趣味で、湊と颯と一緒に宇宙に行く日を夢見ている。
逢沢 湊（あいざわ みなと）《MINATO（ミナト）》
声 - 浦和希
年齢：16歳 / 誕生日：10月23日 / 血液型：AB型 / 身長：173cm / 体重：59kg / 職業：高校2年生 / SHランク：C
テンションが高くノリと勢いで生きているように見えるが、計算で上手く立ち回るタイプ。人を口車に乗せることや口論には強い反面、腕っぷしは弱く運動音痴。家庭環境が複雑で家に居場所が無い中味方でいてくれた漣と颯のことを大切に思い、密かに激重感情を抱いている。
朝日 颯（あさひ そう）《SOU（ソウ）》
声 - 大塚剛央
年齢：17歳 / 誕生日：4月25日 / 血液型：A型 / 身長：178cm / 体重：65kg / 職業：高校2年生 / SHランク：D
物腰柔らかな好青年。秀才かつスポーツ万能であり、理想の彼氏像として異性からの人気も高い。しっかり者でユニットのまとめ役だが、たまに善意100％で突拍子も無い行動を起こすことがある。漣と湊のことを尊敬しており、2人と肩を並べるために日々自己研鑽を積んでいる。

### Twi■■light（トワイライト）
天才作曲家、人気レコーディングエンジニア、カリスマモデルで構成されたユニット。元々は那緒と慧の2人組ユニットだったが、後にセイラが猛アプローチの末に加入。那緒の世界観を映し出す洗練されたエモーショナルなサウンドが非常に高い評価を受けている。ファンネームはRe：light（リライト）。作曲は那緒、作詞はセイラ、動画編集とMixは慧が担当。
栂乃 那緒（とがの なお）《Unknown（アンノウン）》
声 - 林勇
年齢：25歳 / 誕生日：2月25日 / 血液型：O型 / 身長：176cm / 体重：58kg / 職業：作曲家 / SHランク：C
ドイツ出身の帰国子女。天才作曲家として神童と謳われていた過去を持つ。生活能力が低く、ダウナーでズボラな性格。とある事件をきっかけにスランプに陥りユニット活動を休止していたが、漣との出会いで再開を決意。「Mike Studio」のオーナーでもあるが、管理は慧任せている。
鳴海 慧（なるみ けい）《Dusk（ダスク）》
声 - 鈴木崚汰
年齢：25歳 / 誕生日：9月18日 / 血液型：A型 / 身長：180cm / 体重：70kg / 職業：レコーディングエンジニア / SHランク：C
「Mike Studio」の管理人。ハイスペックで面倒見の良いお兄さん。気さくで話しかけやすい雰囲気だが、同時にどこか腹黒さと胡散臭さも感じさせ、真意が見えない。絵が苦手でネタにされることに関して密かに気にしている。失われた自然への憧憬があり、那緒の描く自然の絵を好んでいる。
音和 セイラ（おとわ せいら）《Stella（ステラ）》
声 - 土岐隼一
年齢：23歳 / 誕生日：8月22日 / 血液型：B型 / 身長：178cm / 体重：60kg / 職業：モデル / SHランク：不明
中性的な容姿のカリスマモデル。自信家で高飛車な性格だが、どんな逆境でも努力を怠らない芯の強さも持ち合わせる。ストレートな物言いをすることが多いが場の空気は読める大人。ユニット休止中はソロ活動を続け、いつでもユニットとして再出発出来るように「Twi■■light」を守っていた。

### LMLMMxxx♡（ルムルム）
優れた才能を持つ一方、自由で過激な発言が賛否を生む炎上系ユニット。仲も悪く喧嘩が絶えないが、「トリプルG」に向けて何とかユニットとして活動している。可愛らしさと攻撃性を持ち合わせたポップでキャッチ―な楽曲が熱狂的なファンを生み出している。ファンネームはLUUMY（ルーミー）。作曲と動画編集は百々汰、作詞は透空、編曲は大刀（勉強中）。
橘 百々汰（たちばな ももた）《ももりん》
声 - 村瀬歩
年齢：20歳 / 誕生日：3月3日 / 血液型：A型 / 身長：165cm / 体重：51kg / 職業：webデザイナー / SHランク：D
調子に乗った発言により高頻度で炎上するが、自分のファンにはとことん甘い二面性を持つ。ユニット活動には前向きでなく、自分がいかに目立つかを最優先に考えている。キュートな「ももりん」で居続けるため、自己プロデュースに余念が無い。過激なアンチに襲撃され、安全な配信場所を求めて「Mike Studio」に転がり込んだ。
慈 透空（うつみ とあ）《とあち》
声 - 重松千晴
年齢：20歳 / 誕生日：12月10日 / 血液型：AB型 / 身長：177cm / 体重：62kg / 職業：無職 / SHランク：D
博愛主義者を自称するヒモ男。全人類に愛を届けるべくナンパやボランティア活動を行う。たまたま出会った百々汰に興味本位で付いていき、そのまま成り行きでユニットに加入する。現在は「Mike Studio」で養われ中。なんでも器用にこなせる性格で、家事全般のスキルはプロレベル。
近衛 大刀（このえ やまと）《やまやま》
声 - 畠中祐
年齢：20歳 / 誕生日：5月15日 / 血液型：B型 / 身長：175cm / 体重：65kg / 職業：大学2年生 / SHランク：C
無愛想で口も態度も目つきも悪いため敵を作りやすいが、根は優しく真面目。実は可愛いもの好きで百々汰の古参ファン。ソロ活動時に自身の趣味であるポップな楽曲を投稿し、「イメージが崩れた」と大量の批判を浴びた。それでも好きな音楽を諦めきれず、LMLMM×××♡に加入する。

### 我楽多KING
元人気ソロダイバーの一生が、どん底生活を送っていたひかると千尋を強引にスカウトして結成したユニット。無名から成り上がるため、どうにかバズろうと日夜活動している。トリッキーでアップテンポな音楽は聴く人の心を明るく盛り立てる。ファンネームはACE（エース）。作曲は一生、作詞は千尋、動画編集はひかるが担当。
百千万億 一生（つもい かずき）《C（センタム）》
声 - 岡本信彦
年齢：27歳 / 誕生日：1月11日 / 血液型：O型 / 身長：183cm / 体重：73kg / 職業：元国家保全局 / SHランク：B
現在は実業家としてキャバクラやホストなどを経営しており、裏社会とも精通している謎多き男。常にスリルを求める性格で、楽天家だが時折冷酷な面も見せる。神出鬼没で掴みどころが無く、ひかると千尋に対しても基本放任主義。しかし、二人のピンチにはどこからか必ず駆けつける。
雷電 ひかる（らいでん ひかる）《silly dog（シリードッグ）》
声 - 濱健人
年齢：21歳 / 誕生日：7月3日 / 血液型：O型 / 身長：176cm / 体重：60kg / 職業：ホスト / SHランク：ランク外
保護区外出身で常に死と隣り合わせな中何とか生きてきた。天真爛漫かつ人懐っこい性格で人を疑わない性格のため、あらゆる詐欺に遭い借金を背負う。ホストの職でも借金が膨らみ、店に追われる中で一生の抗争に巻き込まれる。本人はいたってポジティブで毎日を楽しく元気に過ごしている。
天羽 千尋（あもう ちひろ）《fraidy cat（フレイディーキャット）》
声 - 堀江瞬
年齢：20歳 / 誕生日：11月2日 / 血液型：A型 / 身長：167cm / 体重：53kg / 職業：大学2年生（一浪） / SHランク：E
不幸体質で、トラブルに毎回巻き込まれる不憫な青年。大刀と同じ大学。受験当日に事故に遭い一浪している。SHランクが低いため幼少期から凄惨な差別を受け、半ば人生を諦めていた。大学でも差別を受け失意の中で歩いていた所、一生の抗争に巻き込まれる。話し声は小さいが、歌声は伸びやか。

### その他
アポロ
声 - 釘宮理恵
誕生日：7月24日 / 血液型：なし / 身長：30cm / 体重：1kg / 職業：バーチャルアシスタントAI / SHランク：なし
万能アシスタントAI。「Mike Studio」に所属する。

## 楽曲

### ASTRONOTE
Mike StudioのAstro Diver12人で歌う『Astro Dive』初のテーマソング。リリース形態は配信のみ。

2024.8.22リリース。
収録曲
1. ASTRONOTE

歌 : Astro Dive（ATOMOSUREINN、Twi■■light、LMLMM×××♡、我楽多KING）
作詞・作曲・編曲：R・O・N
ILLUSTRATOR：カラスロ

### Astro Dive First Message シリーズ
初のユニットソングCDシリーズ。2024年8月22日の公式生放送内にて4ヶ月連続でリリースされることが発表された。またテーマソングである『ASTRONOTE』の各ユニットバージョンとドラマパートも収録されている。
| 発売日         | CDタイトル                              | ユニット     | 収録内容 | 作詞/作曲/編曲                                                                                             | イラストレーター | 規格品版  |
| -------------- | --------------------------------------- | ------------ | --- | --- | ---------------- | --------- |
| 2024年11月27日 | Astro Dive First Message -ATOMOSUREINN- | ATOMOSUREINN | 1 . SHOUT ALIVE 2 . Drama Track -ATOMOSUREINN- 1 3 . Drama Track -ATOMOSUREINN- 2 4 . Drama Track -ATOMOSUREINN- 3 5 . ASTRONOTE（ATOMOSUREINN Ver.） 6 . SHOUT ALIVE（Instrumental）                                               | SHOUT ALIVE／作詞・作曲：ZAQ 編曲：園田健太郎                                                              | ののまろ         | FFCO-0210 |
| 2024年12月25日 | Astro Dive First Message -Twi■■light-   | Twi■■light   | 1 . Meteor-light 2 . Drama Track -Twi■■light- 1 3 . Drama Track -Twi■■light- 2 4 . Drama Track -Twi■■light- 3<be/>5 . ASTRONOTE（Twi■■light Ver.） 6 . Meteor-light（Instrumental）                                                 | Meteor-light／作詞：白神 真志朗、岡村 大輔 作曲：岡村大輔、白神真志朗、堀江晶太 編曲：白神真志朗、岡村大輔 | U-pa             | FFCO-0211 |
| 2025年1月19日  | Astro Dive First Message -LMLMM×××♡-    | LMLMM×××♡    | 1 . 厄介上等ラブヘルツ 2 . Drama Track -LMLMM×××♡- 1 3 . Drama Track -LMLMM×××♡- 2 4 . Drama Track -LMLMM×××♡- 3 5 . ASTRONOTE（LMLMM×××♡ Ver.） 6 . 厄介上等ラブヘルツ（Instrumental）                                             | 厄介上等ラブヘルツ／作詞・作曲:香椎モイミ 編曲:サツキ                                                      | めつぶしあんこ   | FFCO-0212 |
| 2025年2月26日  | Astro Dive First Message -我楽多KING-   | 我楽多KING   | 1 . ハイパー☆ダイバー☆我楽多伝説パーリナイ 2 . Drama Track -我楽多KING- 1 3 . Drama Track -我楽多KING- 2 4 . Drama Track -我楽多KING- 3 5 . ASTRONOTE（我楽多KING Ver.） 6 . ハイパー☆ダイバー☆我楽多伝説パーリナイ（Instrumental） | ハイパー☆ダイバー☆我楽多伝説パーリナイ／作詞: 烏屋茶房 作曲・編曲:橘亮祐、篠崎あやと                       | TSUMOI           | FFCO-0213 |

## ミュージックビデオ
| 公開日         | ユニット名                                      | 曲名                   | 映像担当   | 映像ディレクター |
| -------------- | ----------------------------------------------- | ---------------------- | ---------- | ---------------- |
| 2024年8月22日  | ATOMOSUREINN、Twi■■light、LMLMM×××♡、我楽多KING | 「ASTRONOTE」          | shuuya     | すこっち         |
| 2024年10月11日 | ATOMOSUREINN                                    | 「SHOUT ALIVE」        | mokoppe    | すこっち         |
| 2024年11月12日 | Twi■■light                                      | 「Meteor-light」       | ぬ / N3cha | すこっち         |
| 2024年12月10日 | LMLMM×××♡                                       | 「厄介上等ラブヘルツ」 | 臼水       | すこっち         |

## ボイスドラマ
公式YouTubeチャンネルにてボイスドラマが投稿されている。
Episode.0
各ユニットソングCDに収録されるボイスドラマの前日譚。ATOMOSUREINNの漣、湊、颯がMike Studioに所属するまでが描かれている。
| 公開日       | 出演キャラクター                                | タイトル                         |
| ------------ | ----------------------------------------------- | -------------------------------- |
| 2024年9月6日 | 雨谷漣、Twi■■light                              | 「#1 -First stage Separation-」  |
| 2024年9月7日 | ATOMOSUREINN、Twi■■light、LMLMM×××♡、アポロ     | 「#2 -Second stage Separation-」 |
| 2024年9月8日 | ATOMOSUREINN、Twi■■light、LMLMM×××♡、我楽多KING | 「#3 -Third stage Separation-」  |

配信アーカイブ動画
各ユニットが行った配信のアーカイブ動画という形式のボイスドラマ動画。
| 公開日        | ユニット名   | タイトル                                          |
| ------------- | ------------ | ------------------------------------------------- |
| 2024年9月13日 | ATOMOSUREINN | 「ATOMOSUREINN おひさしぶり配信！」               |
| 2024年9月19日 | Twi■■light   | 「Twi■■light 活動再開のお知らせ」                 |
| 2024年9月25日 | LMLMM×××♡    | 「LMLMM×××♡ ももりんとお喋りしよー♡（乱入あり）」 |
| 2024年10月1日 | 我楽多KING   | 「我楽多KING 初配信！みなさんはじめまして！」     |

日常シリーズ
Mike Studo所属ダイバーたちの素顔を届ける日常シリーズ。
| 公開日         | ユニット名   | タイトル                |
| -------------- | ------------ | ----------------------- |
| 2024年10月22日 | ATOMOSUREINN | 「ATOMOSUREINNの日常 」 |
| 2024年11月20日 | Twi■■light   | 「Twi■■lightの日常 」   |

## ライブ
| 開催日        | タイトル                                | 出演者                                                 | 備考 |
| ------------- | --------------------------------------- | ------------------------------------------------------ | --- |
| 2024年11月9日 | Astro Diveスペシャルステージ in AGF2024 | 雨谷漣（佐藤元）、逢沢湊（浦和希）、朝日颯（大塚剛央） | 《ステージ内容》 佐藤元、浦和希、大塚剛央によるトークショー Twi■■lightユニットソングのMV先行鑑賞 ATOMOSUREINNユニットソング「SHOUT ALIVE」スペシャルライブ |

## イベント
「Astro Dive First Message」シリーズ リリースイベント
４イベントともに2025年開催。「Astro Dive First Message」シリーズの発売を記念して開催されたトーク＆プレゼント抽選会イベント。CD1点購入ごとに応募シリアルが配布される。
|         | 開催日   | 開催場所           | 出演者                     | 備考 |
| ------- | -------- | ------------------ | -------------------------- | ---- |
| 1月26日 | 都内某所 | 浦和希、大塚剛央   | 開催場所は当選者にのみ告知 |      |
| 2月16日 | 都内某所 | 鈴木崚汰、土岐隼一 | 開催場所は当選者にのみ告知 |      |
| 3月30日 | 都内某所 | 重松千晴、畠中祐   | 開催場所は当選者にのみ告知 |      |
| 4月27日 | 都内某所 | 濱健人、堀江瞬     | 開催場所は当選者にのみ告知 |      |

## 雑誌
| 雑誌名       | 号数    | 発売日   | 内容                                                                      |
| 2024年       | 2024年  | 2024年   | 2024年                                                                    |
| ------------ | ------- | -------- | ------------------------------------------------------------------------- |
| PASH!        | 12月号  | 11月9日  | 4か月連続ユニットリレーインタビュー。佐藤元、浦和希、大塚剛央による座談会 |
| spoon.2Di    | vol.116 | 11月29日 | 全キャラクターへのインタビュー                                            |
| PASH!        | 1月号   | 12月10日 | 4か月連続ユニットリレーインタビュー。林勇、鈴木崚汰、土岐隼一による座談会 |
| アニメディア | 1月号   | 12月10日 | 各ユニットリーダーである漣、那緒、百々汰、一生による座談会                |

## コラボレーション
アニメイトコラボ
プロジェクト始動日に下記のキャンペーンが発表される。
- リーフレット配布 - 2024年8月24日、8月25日に『Astro Dive』の紹介を盛り込んだリーフレット(A4サイズ）を配布。同年8月31日（土）より全国アニメイト各店で設置。
- 『Astro Dive』応援店決定 - アニメイト12店舗が『Astro Dive』の応援店に決定。応援店キャンペーンも実施される。応援店は、雨谷漣：池袋本店、逢沢湊：大阪日本橋店、朝日颯：札幌店、栂乃那緒：横浜ビブレ店、鳴海慧：福岡パルコ店、音和セイラ：京都店、橘百々汰：渋谷店、慈透空：天王寺店、近 大刀：名古屋店、百千万億一生：新宿店、雷電ひかる：梅田店、天羽千尋：仙台店。キャンペーン内容は、店頭抽選会とキャラクタースタンディ展示。店頭抽選会についてはATOMOSUREINNメンバー応援店は2024年11月26日～12月1日、Twi■■lightメンバー応援店は2024年12月24日～12月29日、LMLMM×××♡メンバー応援店は2025年1月28日～2月2日、我楽多KINGメンバー応援店は2025年2月25日～3月2日に行われる。キャラクタースタンディ展示は2024年8月23日～各応援店ごとによって行われる。
- キービジュアルポスター掲出 - 全国アニメイトにて『Astro Dive』キービジュアルポスターを掲出。
- ジャケットイラストポスタープレゼントキャンペーン - 期間中に対象店舗でユニットソングCD「Astro Dive First Message」シリーズご購入者に先着で各ユニットの「ジャケットイラストB2ポスター」をプレゼント。
- ユニットソングCD「Astro Dive First Message」シリーズ発売記念キャンペーン - 期間中、CDを1点購入ごとにシリアル付き応募用紙を1枚配布。応募者の中から抽選で合計8名にユニット別キャスト寄せ書きサイン色紙をプレゼント。

JOYSOUND直営店コラボ
2024年10月21日発表。実施期間は2024年10月25日 ～ 2025年1月6日。JOYSOUND直営店30店舗にてオリジナルコースター付きコラボドリンクを展開。注文特典としてコラボドリンク1品注文につきオリジナルコースターを全12種の中から1枚ランダムでプレゼント。
グラッテコラボ
2024年11月15日発表。開催期間は2024年11月26日～2024年12月15日。CDシリーズ『Astro Dive』First Messageの発売を記念したグラッテコラボが開催。実施店舗はアニメイト池袋本店、アニメイト秋葉原ANNEX、アニメイト渋谷、アニメイト吉祥寺パルコ、アニメイト横浜ビブレ、アニメイト仙台、アニメイト名古屋、アニメイト大阪日本橋、アニメイト岡山。